# أحمد بن الأمين الشنقيطي
أحمد بن الأمين الشّنْقِيطي العروف بِـ الشيخ أحمد الأمين الشنقيطي (حوالي 1289 هـ / 1872 - 1331 هـ / 1913) هو أحد أشهر الكتاب الموريتانيين. هو عالم بالأدب من شنقيط. انتقل إلى القاهرة، وتوفي بها. وهو مؤلف الكتاب الجغرافي والأدبي والتاريخي «الوسيط في تراجم أدباء شنقيط»، فؤاد سيد، القاهرة. الاستطلاع هو العمل الوحيد باللغة العربية الذي نشره كاتب موريتاني حول موريتانيا حتى عام 1960، صدر كتاب موريتانيا الحديثة.

## السيرة الشخصية
تلقى أحمد بن الأمين الشنقيطي العلم على يد مجموعة من الشيوخ منهم: المختار بن ألما، ويحظيه بن عبد الودود.
بدأ رحلته العلمية من ولاية تكانت (وسط موريتانيا)، ثم إلى المغرب، وأنتقل إلى مكناس وفاس، وثم السمارة فزار زاوية الشيخ ماء العينين، أنتقل سنة 1315هـ /1897م، وأدى فريضة الحج، والتقى بعلماء مكة المكرمة والمدينة المنورة، ثم إلى المواطن الإسلامية في بلاد الروس، ثم تركيا، حيث الأناضول وإزمير والآستانة (إسطنبول)، ثم سوريا ثم القاهرة عام 1320هـ / 1902.
طبع في القاهرة أول كتاب له القاهرة وهو كتاب «الدرر اللوامع على همع الهوامع». كان من أبرز من أظلوه برعايتهم محمد توفيق البكري نقيب الأشراف وشيخ الطرق الصوفية، وشرح كتابه القيم «صهاريج اللؤلؤ»، بالاشتراك مع أبو بكر لطفي المنفلوطي. ساعده أيضًا أحمد تيمور باشا، صاحب الخزانة التيمورية الشهيرة الحافلة بالمطبوعات والمخطوطات، والتي تعد أهم ما تحويه دار الكتب والوثائق القومية المصرية.
ساعده أحمد تيمور باشا في الحصول على القصيدة الميمية للشاعر حميد بن ثور، والتي ساعدته في كتابه «الوسيط في تراجم أدباء شنقيط».
ساعده أيضًا أمين الخانجي، صاحب المكتبة ودار النشر، الذي هيأ له وسائل التأليف والتحقيق. وطبع جميع ما أنتجه من الأعمال الفكرية والأدبية واللغوية، فأعد له سكن خاص في مبنى مطبعته الجمالية، الواقعة بحارة التتري داخل حارة الروم بشارع الغورية في الأزهر.
خاض حوار مع بن التلاميد الشنقيطي التركزي، عن عمرم «عمر»، فكان ابن التلاميد يرى أنه اسم يصرف، بينما كان ابن الأمين يرى أنه ممنوع من الصرف.

## كتاب الوسيط
طبع كتاب الوسيط في القاهرة سنة 1329 هـ / 1911، يشمل التعريف بنحو خمسين شاعر موريتاني، ومعلومات عن بلاد شنقيط: جغرافيتها وتخطيطها، وأسماء قراها ونجوعها، وأماكن مياهها وآبارها، ومراحل الطرق فيها، والأمثال العامية مع شرحها ومقارنتها بأشباهها من الأمثال العربية، ومجموعة من الكلمات الدارجة العامية في اللهجات المختلفة مثل البربرية والشلحية والحسانية.
أتسم أشعار الوسيط بلغة القدماء وأساليبهم ومفرداتها، ولكن كان يوجد بعض المقطوعات والقصائد سهلة لا تحتاج لشرح.

## كتب
- «الدرر اللوامع على همع الهوامع شرح جمع الجوامع»، جزآن في علوم العربية، دار البحوث العلمية مؤسسة الرسالة، الكويت، 1401 هـ.[6]

- «الدرر في منع عمر»، رسالة،
- «طهارت العرب»، رسالة
- والمعلقات العشر وأخبار قائليها.
- الدرر اللوامع في شرح جمع الجوامع (في العلوم العربية).
- شرح المعلقات العشر وأخبار قائليها
- الوسيط في تراجم أدباء شنقيط.
- درء النبهاني عن حرم سيدي أحمد التيجاني.
- "الويسط في تراجم الأدباء شنقيط

## التحقيق
- ديوان طرفة بن العبد
- أمالي الزجاجي.
- صهاريج اللؤلؤ للسيد محمد توفيق البكري.
- ديوان الشماخ بن ضرار، 1909، 120 صفحة.[7]
- ليس في كلام العرب لابن خالوية
- الإعلام بمثلث الكلام، لابن مالك.
- تحفة المودود في المقصور والممدود، لابن مالك.
- تصحيح كتاب الأغاني، لأبي فرج الأصفهاني (طبعة الساسي).
- طهارة العرب
- شرح المعلقات العشر وأخبار قائليها[8]

## ذكراه
نقل الدكتور مصطفى السباعي عن محب الدين الخطيب في إطار الرد على من استكثروا على أبي هريرة حفظه وجودة ذاكرته قوله: «نحن نعرف معرفة شخصية الأستاذ العلامة الشيخ أحمد بن الأمين الشنقيطي رحمه الله، وكان يحفظ الشعر الجاهلي كله، ويحفظ شعر أبي العلاء المعري كله، ولو رحنا نعد ما يحفظه لكان شيئا عظيما، وكتابه "الوسيط في تراجم علماء وأدباء شنقيط" كتبه من أوله إلى آخره من حفظه».
وقال الفرنسي بول مارتي عن الشيخ محمدي بن سيد عثمان التاكاطي: «بأن (أسفاره فتحت نفسيته)، فإن رحلة ابن الأمين الشنقيطي إلى بلاد المشرق وتطوافه فيها، ومحاورته لعلمائها، واطلاعه على نمط التفكير فيها وأسلوب عيشها، قد فتح ذهنيته، وولد لديه حسا نقديا فذا انعكس في أسلوبه في كتابه الفريد "الوسيط في تراجم أدباء شنقيط".»
وقال عنه الخليل النحوي في كتابه: “بلاد شنقيط المنارة”: «سفير من سفراء بلاد شنقيط في مراكز العلم بالشرق، تضلع في معارف كثيرة في بلاده، وسافر للحج وزار عدة بلدان واستقر بمصر وترك عدة مؤلفات من أبرزها: “الوسيط في تراجم أدباء شنقيط»

## فهرس
- شوقي الهامل، «انتقال المعرفة الإسلامية في المجتمع المغربي من صعود المرابطين إلى القرن التاسع عشر»، مجلة الدين في أفريقيا ، المجلد. 29، فاس. 1 (فبراير 1999)، ص. 62-87